# Grafika
Grafika (grško γραφική [τέχνη graphiké [téchne] = pisati, vrezovati) je veja likovne umetnosti, pa tudi splošni naziv za postopek in rezultat uporabe kakšne od grafičnih tehnik pri izdelavi umetniškega dela; razmnoževanje risb s pomočjo matrice.
Grafika pomeni tudi tipografsko umetnost, tj. delo na razmnoževanju pisem in umetniških prispevkov v tiskarstvu. Ker likovni izraz v grafiki temelji na izraznosti črte in kontrastih črno-bele, to ime v širšem pomenu vključuje vsako izvirno risbo na papirju.

## Grafične tehnike
Grafika je posredna umetniška tehnika, tj. ne nastane neposredno z risanjem na površino kot risba, temveč z risbo, ki je vrezana v ploščo - tako imenovano matrico, potem se ta plošča premaže z barvo in tiska na papir; tako se dobi risba iz barve, ki je vstopil v utore reza (gravura) (globoki tisk) ali negravirane površine (visok tisk). Pri tisku z visokim tiskom je risba vtisnjena (reliefna) na ploščo, in na papirju po tisku rahlo vdolbena (lesorez, linorez, tako imenovan dvignjen bakrorez - einkografija), pri globokem tisku je risba vtisnjena na ploščo in po tisku na papir rahlo reliefna (bakrorez, jedkanje, mezzotinta, akvatinta, suha igla, vernis mou itd.), pri ploščatem tisku je risba po tisku ravna na plošči in na papirju (monotipija, litografija, reprodukcija na kovinskih ploščah).
Poleg teh tradicionalnih grafičnih tehnik se v zadnjem času uporabljajo tudi digitalne tehnike.
V vseh grafičnih tehnikah, razen monotipije, se ena matrica uporablja za razmnoževanje, torej za izdelavo več istih kopij; vsak grafični odtis iz izvirne matrice velja za izviren, zato ga umetniki redno navajajo z redno številko naklade (kot A. P., francosko Aprés la lettre, angleško Author Print; A. O., avtorski odtis). Kvaliteta uporabljenih materialov odloča o tem, koliko dobrih odtisov grafik (v pozitivu) bomo lahko naredili z isto matrico. Odtise umetniki oštevilčijo s števili od 1 do 50 pri lesorezih, od 1 do 200 pri litografijah in od 1 do 500 pri bakrorezih.
Kalkografski tisk je ime za grafični tisk, ki je nastal po umetnikovi smrti, vendar temelji na originalni ohranjeni matrici.
Ločimo več vrst grafik in sicer:
- reproduktivna ali industrijska grafika
- umetniška grafika
- računalniška grafika

## Zgodovina grafike
Grafika je v Evropi znana od konca 14. in začetka 15. stoletja, po širjenju proizvodnje papirja. Vdolbljeno reprodukcijsko gravuro (jedkanje) so v 16. in 17. stoletju odkrili in izpopolnili zlatarji in orožarji.

## Znani grafiki
Nekateri najbolj znani grafični umetniki na svetu so: Hans Baldung, Jacques Callot, Albrecht Dürer, Rembrandt, Maurits Cornelis Escher, Francisco Goya, Edvard Munch, Auguste Rodin, James McNeill Whistler, Käthe Kollwitz, Andy Warhol.